# Desa Cihideung Hilir (administrativ by i Indonesien, lat -6,57, long 106,72)
Desa Cihideung Hilir är en administrativ by i Indonesien.   Den ligger i provinsen Jawa Barat, i den västra delen av landet, 40 km söder om huvudstaden Jakarta.